# Gare d'Iida
La gare d'Iida (飯田駅, Iida-eki) est une gare ferroviaire de la ville d'Iida, dans la préfecture de Nagano au Japon. Elle est exploitée par la compagnie JR Central.

## Situation ferroviaire
La gare d'Iida est située au point kilométrique (PK) 129,3 de la ligne Iida.

## Historique
La gare a été inaugurée le 3 août 1923.

## Service des voyageurs

### Accueil
La gare dispose d'un bâtiment voyageurs, avec guichets, ouvert tous les jours.

### Desserte
- Ligne Iida :
  - voies 1 à 3 : direction Tatsuno ou Toyohashi